# مسجد الملكة صفية
مسجد الملكة صفية يقع هذا المسجد بالداودية، ويتوصل إليه من أحد الشوارع المتفرعة من شارع محمد علي قريبا من القلعة، أنشأه أحد مماليك الملكة صفية زوجة السلطان مراد الثالث العثماني ووالدة السلطان محمد الثالث، وسمى باسمها وهو مبنى على مثال المساجد العثمانية .

## وصفه
هو - كمسجد سليمان باشا بالقلعة- يتكون من صحن مكشوف تحيط به أربعة أروقة تغطيها قباب محمولة على عقود ترتكز على أعمدة رخامية، وبالحائط الشرقية لهذا الصحن ثلاث أبواب، أهمها الأوسط منها، ثبت فوقه لوحة تذكارية كتب بها أن هذا الجامع أنشأته والدة السلطان محمد خان على يد إسماعيل أغا ناظر الوقف سنة 1019 هجري.
وتؤدى هذه الأبواب الثلاثة إلى حيز مربع يبرز من جانبه الشرقي دخلة القبلة بصدرها المحراب وإلى جواره منبر رخامى، ويغطى هذا المربع قبة كبيرة في الوسط تحيط بها قباب صغيرة محمولة على عقود حجرية ترتكز على ستة أعمدة من الجرانيت، ويحيط بدائر رقبة القبة الكبيرة شرفة لها درابزين من الخشب الخرط، وفتح بها شبابيك من الجص المفرغ المحلى بالزجاج الملون. وتقع دكة المبلغ فوق الباب الأوسط في مواجهة المحراب، وهي محمولة على عمودين من الرخام ولها درابزين من الخشب الخرط.
وقد بنى المسجد مرتفعا عن مستوى الطريق، ووجهاته تسودها البساطة التامة، وأمام كل باب من أبوابه سلم دائرى ضخم، ومنارته على الطراز العثماني وهي أسطوانية ولها دورة واحدة وتنتهى بمسلة مخروطية.

## معرض صور

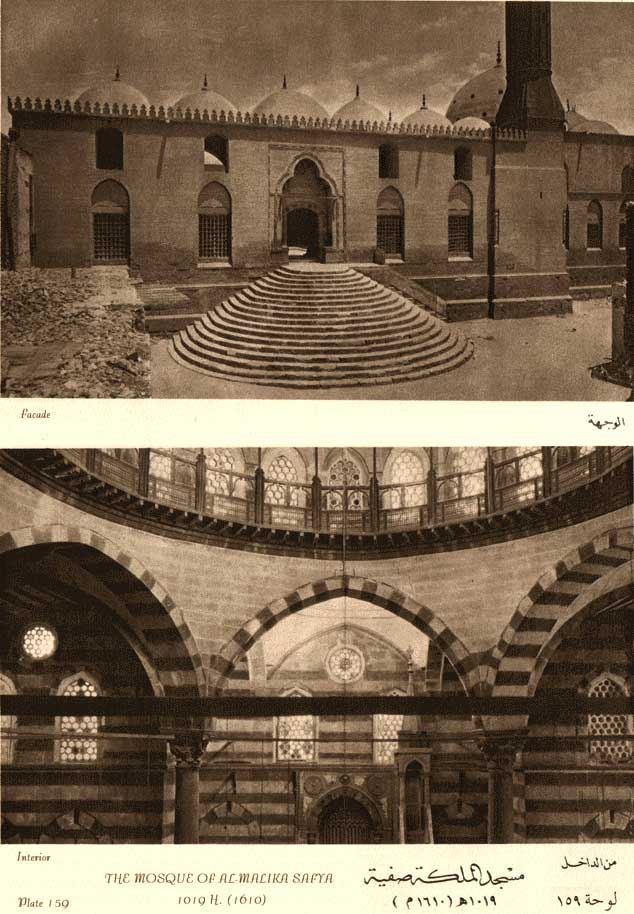
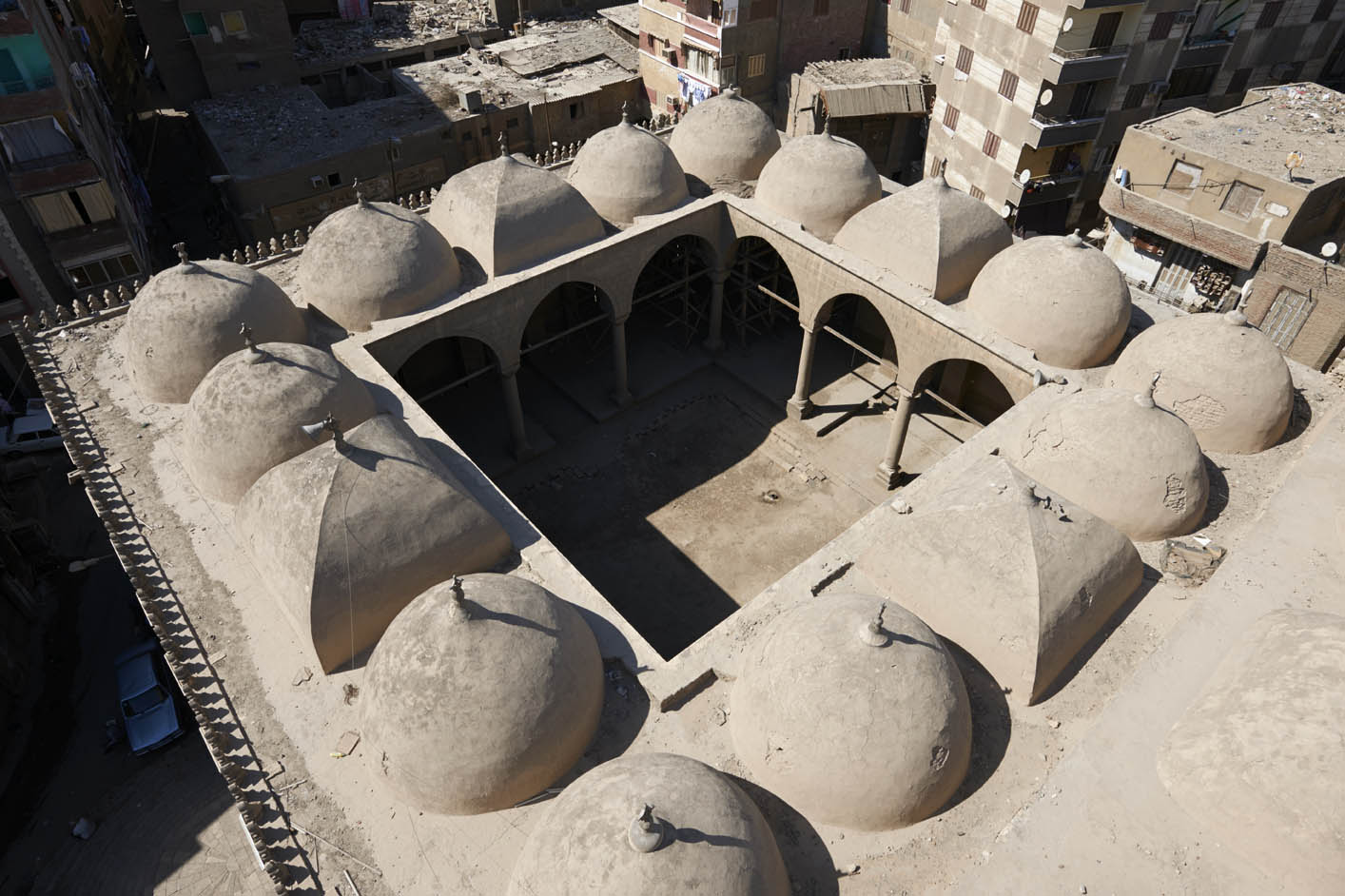

## وصلات خارجية
- آثار القاهرة الأسلامية - مسجد الملكة صفية